# 上夸尔纳
上夸尔纳（義大利語：Quarna Sopra）是意大利韦尔巴诺-库西亚-奥索拉省的一个市镇。总面积9平方公里，人口283人，人口密度31.4人/平方公里（2009年）。ISTAT代码为103058。